# Parafia Miłosierdzia Bożego w Turzym Polu

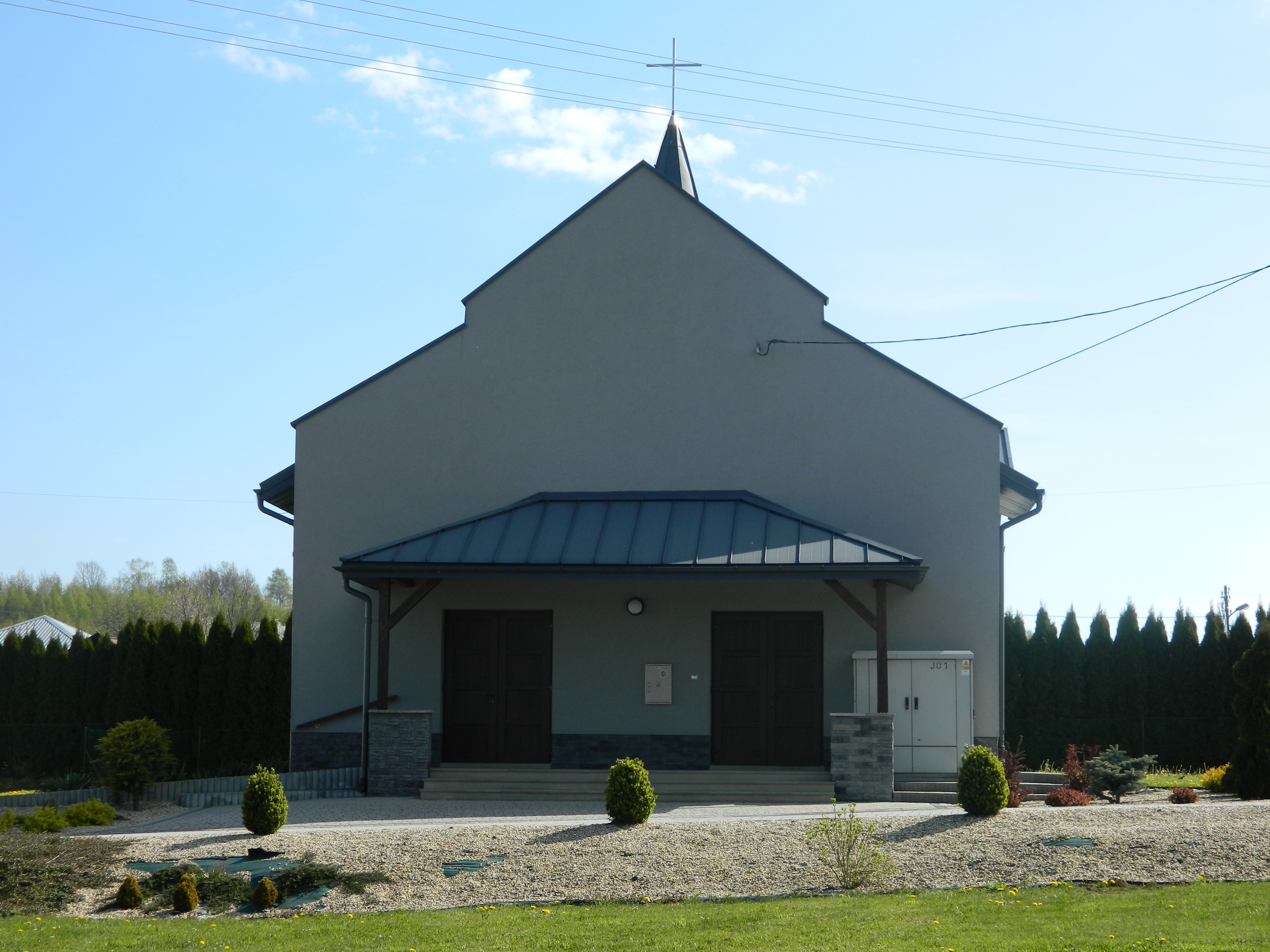
Kaplica pogrzebowa przy kościele

Parafia Miłosierdzia Bożego w Turzym Polu – parafia rzymskokatolicka znajdująca się w archidiecezji przemyskiej, w archiprezbiteracie sanockim, w dekanacie Brzozów.

## Historia parafii
W marcu 1987 roku podjęto decyzję o budowie kościoła w Turzym Polu. 30 maja 1987 roku ks. Józef Niżnik poświęcił krzyż misyjny dla Turzego Pola. 2 września 1988 roku dekretem bpa Ignacego Tokarczuka została erygowana parafia z wydzielonego terytorium parafii Jasionów. Początkowo msze święte odprawiano w tymczasowej kaplicy. 26 czerwca 1989 rozpoczęto budowę kościoła i plebanii, według projektu architektów inż. Zdzisława Wojdanowskiego i inż. Lucjana Krynickiego. 19 listopada 1989 roku bp Ignacy Tokarczuk poświęcił i wmurował kamień węgielny. 1 marca 1992 roku bp Edward Frankowski poświęcił kościół pw. Miłosierdzia Bożego. 
5 listopada 1995 roku na pamiątkę 575. rocznicy powstania Turzego Pola, na placu przed kościołem postawiono grotę jubileuszową. W sierpniu 1998 oddano do użytku murowaną, dzwonnicę z 3 dzwonami. W dniach 5–6 sierpnia 2003 roku w parafii miało miejsce nawiedzenie kopia obrazu Matki Bożej Częstochowskiej, a 5–6 października 2012 roku  nawiedzenie wielkopiątkowego krzyża papieskiego i relikwii bł. Jana Pawła II. W latach 2014–2017 obok kościoła i plebanii wybudowano i wyposażono kaplicę pogrzebową, którą w 2017 roku poświęcił bp Stanisław Jamrozek. 23 września 2018 roku odbyła się konsekracja kościoła, której dokonał abp Adam Szal.
Na terenie parafii jest 978 wiernych.
Proboszczowie parafii:
1988–1992. ks. Wojciech Frankiewicz.
1992–1997. ks. dr Henryk Hazik.
1997–2016. ks. Józef Zięba.
2016–2020. ks. Andrzej Barański.
2020– nadal ks. Piotr Łysek.

## Dzwony
Dzwon Hubert
Największy z dzwonów przy kościele. Zawieszony 13 grudnia 1996 na metalowej dzwonnicy ulokowanej za zakrystią. W sierpniu 1998 przeniesiony na nową, murowaną dzwonnicę, wybudowaną przed kościołem. Pierwotnie napędzany ręcznie, od 19 czerwca 2009 napędzany silnikiem elektromagnetycznym.
Dzwon Jan Paweł II
Średni dzwon zawieszony w sierpniu 1998 na murowanej dzwonnicy przed kościołem. Pierwotnie napędzany ręcznie, od 19 czerwca 2009 napędzany silnikiem elektromagnetycznym.
Dzwon Wojciech
Mały dzwon zawieszony w sierpniu 1998 na murowanej dzwonnicy przed kościołem. Pierwotnie napędzany ręcznie, od 19 czerwca 2009 napędzany silnikiem elektromagnetycznym.
Sygnaturka
Na wieży kościoła znajduje się najmniejszy z parafialnych dzwonów. Jest uruchamiany ręcznie ze środka kościoła.

## Galeria

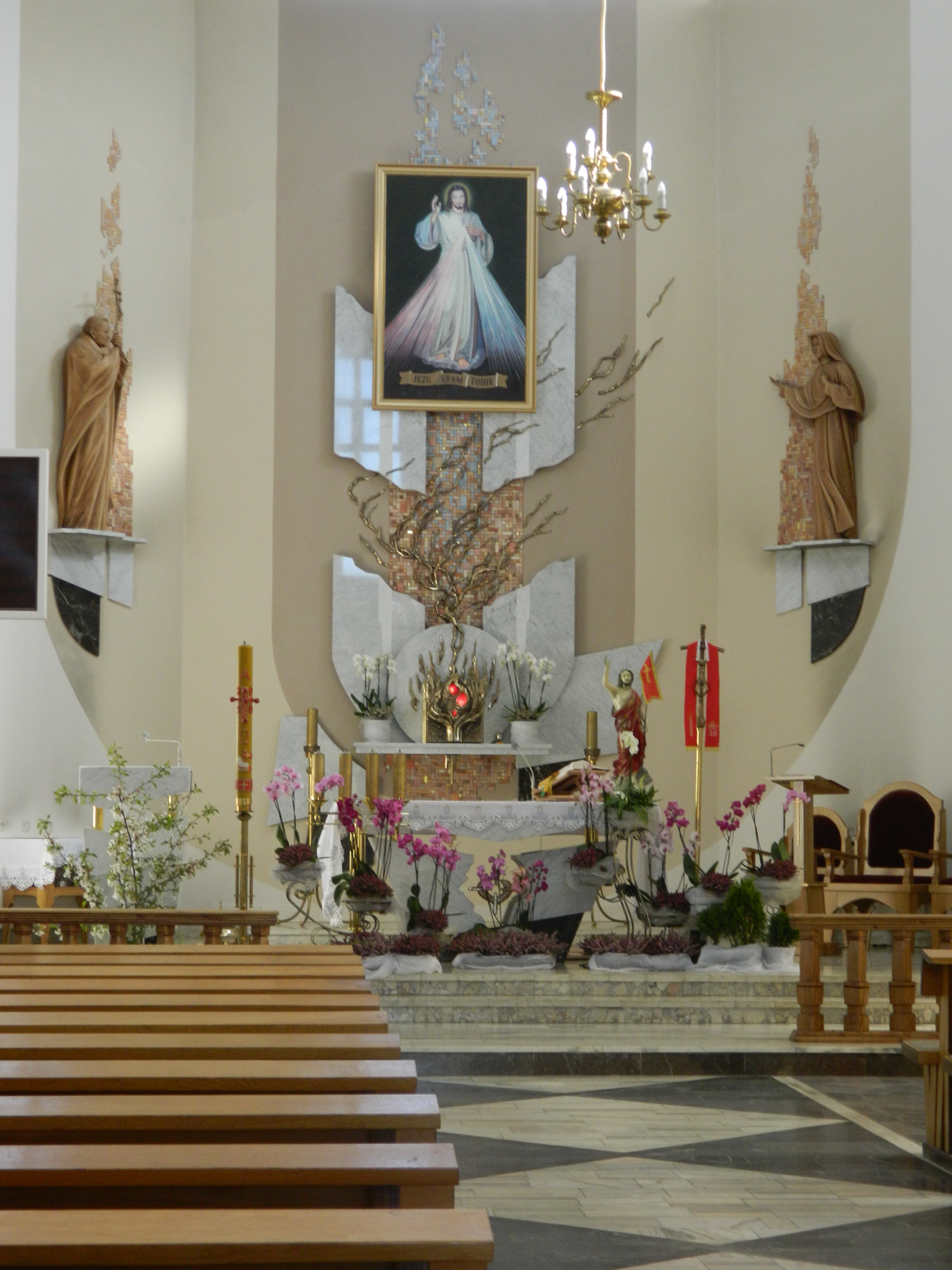
Ołtarz w kościele (2020)

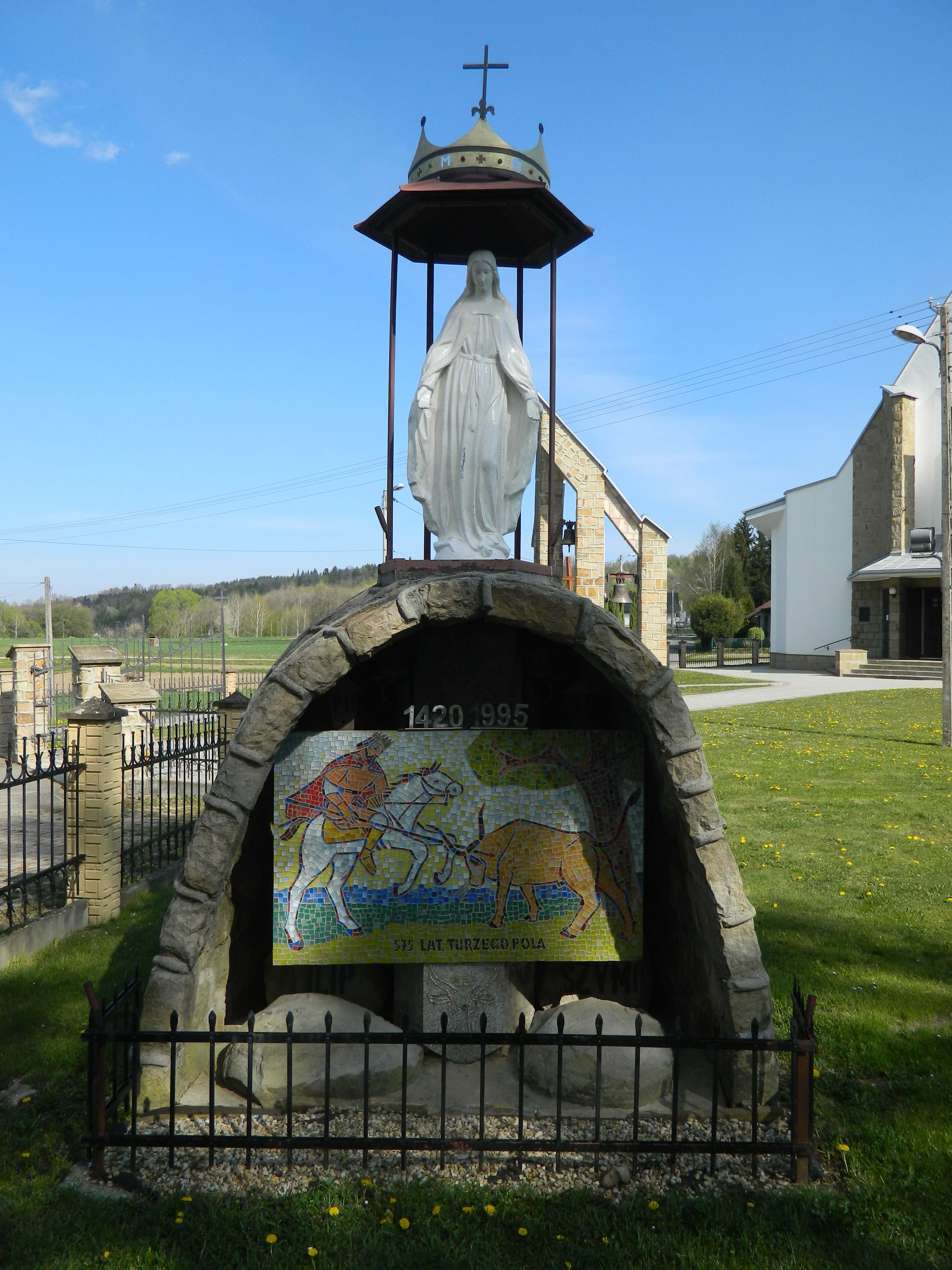
Grota jubileuszowa z 1995 r., z okazji 575 rocznicy istnienia Turzego Pola